# Sierra de Viján
La Sierra de Viján es una pequeña sierra situada dentro del término municipal de Cañete la Real, en la provincia de Málaga (España) pero muy próxima a la población de Cuevas del Becerro, la cual se sitúa al suroeste de la misma en un pequeño pasillo natural que forma la Sierra de Viján y el Cerro de los Tercios, situado al sur de ésta. En un pequeño promontorio se eleva el pueblo discurriendo a su vez el Río de la Cueva que junto con otros arroyos forman más adelante del Río Guadalteba. También discurre la carretera A-367 Ronda-Campillos.
El macizo presenta una máxima elevación de 932 m s. n. m. en cuya cumbre se sitúa la Torre de Viján.

## Tectónica
Las rocas calizas del Pico de Viján se formaron a partir del sedimento acumulado en el fondo de un mar primitivo, llamado mar de Tethys que se encontraba entre la placa tectónica Ibérica y la placa Africana.

## Geología
Durante el Jurásico toda la zona estaba sumergida en el mar y durante el curso de los siglos los sedimentos se acumularon en el fondo marino hasta que formaron un gran cúmulo de sedimentos. Hace 20 millones de años se inició un proceso que hizo emerger todos estos depósitos del mar, formando rocas y dando origen a cadenas de montes. Este proceso se conoce como Orogenia.
La Sierra de Viján ha sido utilizada por el hombre desde tiempos remotos. La ladera norte del Pico Viján presenta calizas con intercalaciones de sílex que sirvió de cantera de pedernal al hombre prehistórico para la fabricación de puntas de flecha y otros utensilios de la época.
De esta sierra también se han recolectado materiales autóctonos para la construcción de edificios, adoquines, sillares y piedras de molino. En la prehistoria, sus oquedades o abrigos, sirvieron de refugio al hombre prehistórico. 